# Файнберг, Яков Борисович
Я́ков Бори́сович Фа́йнберг (7 сентября 1918, Золотоноша, Полтавская губерния — 7 марта 2005, Харьков) — советский и украинский физик, профессор, академик АН УССР.

## Биография
Родился 7 сентября 1918 года в Золотоноше.
В 1940 году окончил физико-математический факультет Харьковского государственного университета, его курс был выдающимся: с ним учились Б. И. Веркин (основатель и директор Харьковского физико-технического института низких температур), физик-практик Б. Г. Дубровский, М. Ф. Стельмах (создатель советской лазерной промышленности).
Работал в Харьковском физико-техническом институте (1946—2005), по совместительству Харьковском государственном университете (1949—1972). 
Д.ф.-м.н. (1959). Профессор Харьковского университета (1963).

## Основные работы
Открыл совместно с А. И. Ахиезером пучково-плазменную неустойчивость (1948), переменно-фазовую фокусировку в ускорителях (1953); совместно с Н. А. Хижняком параметрическое черенковское излучение (1957) и излучение в искусственных анизотропных диэлектриках; совместно с сотрудниками пучково-плазменный разряд и пучковый нагрев (1960—1962). Совместно с Г. И. Будкером и В. И. Векслером заложил основы коллективных методов ускорения заряженных частиц (1956).

## Награды
- Орден «За заслуги» II степени (Украина)
- Орден «За заслуги» III степени (Украина)
- Орден «Трудового Красного Знамени»
- Медаль «За победу над Германией в Великой Отечественной войне 1941-1945 гг.»
- Медаль «Защитнику Отчизны» (Украина)
- Государственная премия Украины в области науки и техники (1996)
- Заслуженный деятель науки и техники УССР (1983)
- Заслуженный Соросовский профессор (1995)

## Из библиографии
- Файнберг, Яков Борисович. Некоторые вопросы взаимодействия заряженных частиц с медленными волнами в плазме : дис. ... докт. физ.-матем. наук : 01.00.00. - Харьков, 1959. - 372 с. разд. паг. : ил.